# Герби районів Приморського краю

Герб Приморського краю.

Приморський край, як один із суб'єктів Російської Федерації, має свій герб, як один зі своїх символів.
Адміністративно край розділений на 22 райони та 12 міських округів. 18 районів мають свій герб, у 4 районів офіційний герб не прийнятий. Усі 12 міст мають свій герб.
| №  | Герб           | Район                         | Дата прийняття    | Документи | Примітки |
| -- | -------------- | ----------------------------- | ----------------- | --- | --- |
| 1  |                | Герб Анучинського району      | 27 березня 2007   | Рішення Думи Анучинського муніципального району Приморського краю № 192 «Про положення Про герб Анучинського муніципального району» | - |
| 2  |                | Герб Дальнєрєченського району | 28 липня 2005     | Рішення муніципального комітету МО Дальнєрєченський район № 223                                                                     | - |
| 3  |                | Герб Кавалеровського району   | 8 квітня 2009     | Рішення думи Кавалеровського муніципального району «Про положення Про Герб Кавалеровского муніципального району» № 216              | - |
| 4  |                | Герб Кіровського району       | 28 березня 2006   | Рішення Думи Кіровського муніципального району Приморського краю № 227                                                              | - |
| 5  |                | Герб Красноармійського району | 19 квітня 2005    | Рішенням Думи Червоноармійського муніципального району Приморського краю № 36                                                       | № 4189 в геральдичному реєстрі РФ |
| 6  | Герб відсутній | Герб Лазовського району       | -                 | Рішення не прийнято | Лазовський район вправі мати свій герб, прапор і інші офіційні символи… встановлюються рішенням Думи Лазовського району. Ст. 5 Статуту муніципального освіти Лазовський район. На офіційних заходах може використовуватися герб Приморського краю. |
| 7  |                | Герб Михайлівського району    | 26 жовтня 2006    | Рішення Думи Михайлівського муніципального району № 275                                                                             | З початку 2000-х рр по 26.10.2006 використовувалася інша версія герба |
| 8  |                | Герб Надєждинського району    | 21 серпня 2002    | Рішення муніципального комітету Надєждинського району № 65                                                                          | № 1050 Геральдичному реєстрі РФ. На гербі зображена негеральдична фігура — далекосхідний леопард. |
| 9  |                | Герб Октябрського району      | 20 вересня 2001   | Рішення муніципального комітету Октябрського району № 107                                                                           | Авторами малюнка герба є школярі-десятикласники Колесники |
| 10 |                | Герб Ольгинського району      | 20 жовтня 2005    | Рішення Думи Ольгинського муніципального району № 274                                                                               | - |
| 11 |                | Герб Партизанського району    | 5 листопада 2009  | Рішення Думи Партизанського муніципального району Приморського краю № 128                                                           | - |
| 12 |                | Герб Погранічного району      | 28 листопада 2006 | Рішення Думи Прикордонного муніципального району № 253                                                                              | - |
| 13 |                | Герб Пожарського району       | 28 січня 2009     | Рішення Думи Пожарського муніципального району № 233-НПА                                                                            | В 2002—2009 рр використовувався інший варіант герба з зображенням опори ЛЕП |
| 14 |                | Герб Спаського району         | 25 травня 2001    | Рішення муніципального комітету Спаського району № 46                                                                               | - |
| 15 | Герб відсутній | Герб Тернейського району      | -                 | Рішення не прийнято | На офіційних заходах може використовуватися герб Приморського краю. |
| 16 |                | Герб Ханкайського району      | 4 жовтня 2005     | Рішення Думи Ханкайського муніципального району № 104                                                                               | № 4011 в геральдичному реєстрі РФ |
| 17 | Герб відсутній | Герб Хасанського району       | -                 | Рішення не прийнято | На офіційних заходах може використовуватися герб Приморського краю. |
| 18 | Герб відсутній | Герб Хорольського району      | -                 | Рішення не прийнято | На офіційних заходах може використовуватися герб Приморського краю. |
| 19 |                | Герб Чернігівського району    | 22 травня 2002    | Рішення муніципального комітету Чернігівського району № 75                                                                          | - |
| 20 |                | Герб Чугуївського району      | 30 травня 2008    | Рішення Думи Чугуївського муніципального району Приморського краю № 682                                                             | Негеральдична фігура — тайгові ліани |
| 21 |                | Герб Шкотовського району      | 26 вересня 2006   | Рішення Думи Шкотовського муніципального району № 243                                                                               | № 2620 в геральдичному реєстрі РФ |
| 22 |                | Герб Яковлівського району     | 7 травня 2002     | Рішення муніципального комітету Яковлівського району № 89                                                                           | Рішенням Думи Яковлівського муніципального району Приморського краю № 34 від 01.04.2008 в герб внесені зміни. |